# Cosimo Petraroli
Cosimo Petraroli (Torino, 10 maggio 1978) è un politico italiano.

## Biografia

### Elezione a deputato
Alle elezioni politiche del 2013 viene eletto deputato della XVII legislatura della Repubblica Italiana nella circoscrizione IV Lombardia per il Movimento 5 Stelle.
Si è candidato alle "parlamentarie" del Movimento 5 Stelle per le elezioni politiche del 2022, ma non è stato selezionato.